# Ladislav Lábek

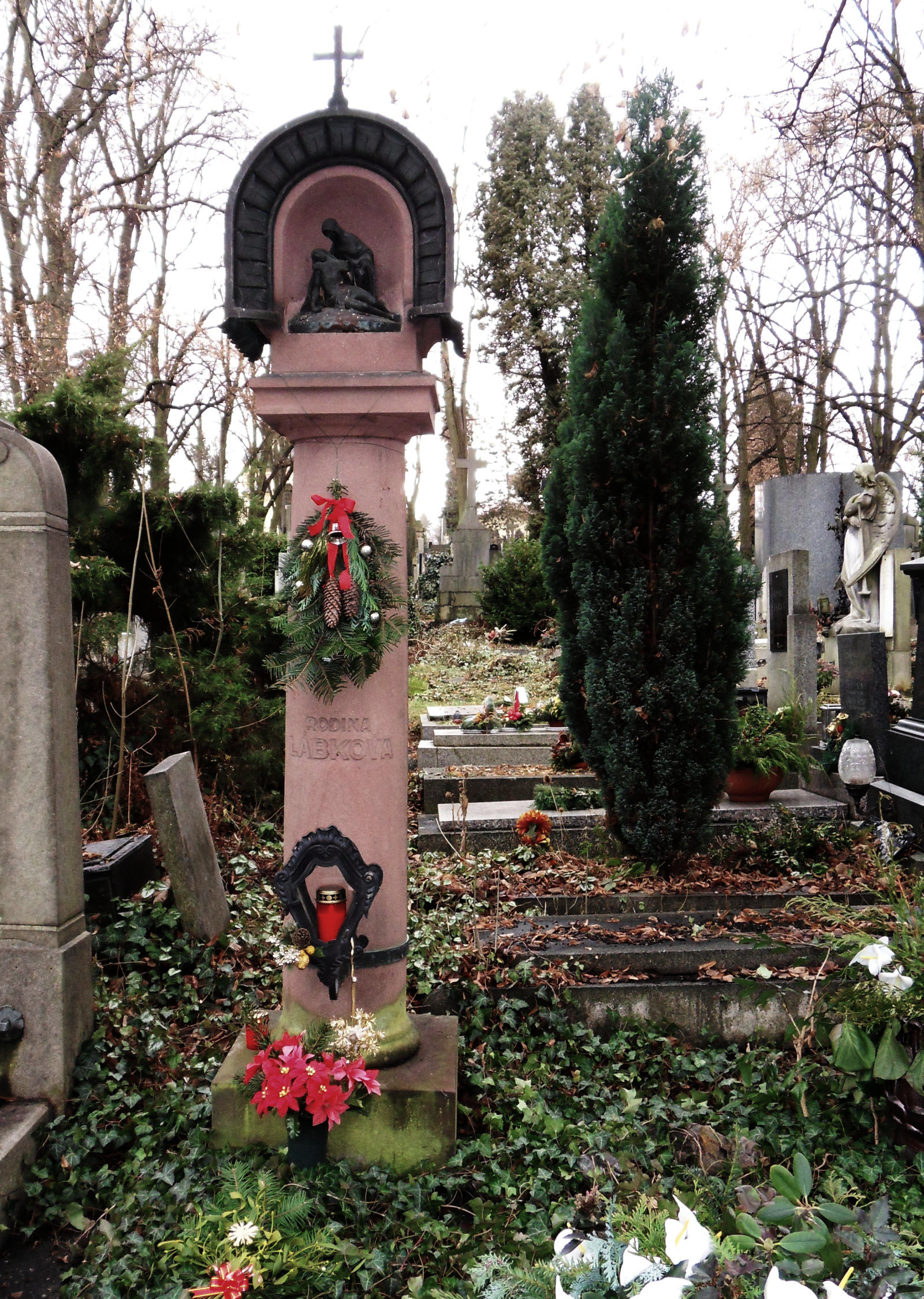
Čestný hrob Ladislava Lábka na plzeňském Ústředním hřbitově

Ladislav Lábek (27. ledna 1882, Plzeň – 26. května 1970) byl český historik a muzeolog.

## Životopis
Na přání rodičů se vyučil prodavačem v papírnictví. Rodiče Ladislava Lábka se po celý život zabývali kulturou a po nich zdědil zájem o starožitnosti a památky. Studoval odbornou literaturu a psal články o památkách Prahy.
Snažil se získat zaměstnání v plzeňském uměleckoprůmyslovém muzeu. Po neúspěšném pokusu si v roce 1909 otevřel obchod s papírnickými potřebami, uměleckořemeslnými produkty a starožitnostmi, který později provozovaly zejména jeho sestry.
V roce 1909 byl založen v Plzni Kroužek přátel starožitností, jehož byl Ladislav Lábek vůdčí osobností. Zájmem Kroužku byla záchrana a propagace památek v Plzni a okolí. V roce 1911 a 1912 vystavil Ladislav Lábek spolu se členy Kroužku bohatou kolekci národopisných a kulturně historických exponátů pod názvem Národopisná výstava Plzeňska. V roce 1915 vzniklo zásluhou Kroužku přátel starožitností Národopisné muzeum Plzeňska, jehož byl Lábek nejen zakladatelem, ale téměř celý život muzeum i řídil. Sídlem muzea se stal Gerlachovský dům v Dřevěné ulici.
Ladislav Lábek byl velice významnou kulturní osobností, přátelil se například s historikem a majitelem tiskárny Josefem Schieblem, nebo architektem Hanušem Zápalem. Podařilo se mu neuvěřitelným způsobem rozšířit sbírkový fond Národopisného muzea, položil základy k evidenci sbírek a jejich třídění. Napsal také teoretickou stať o muzejnictví. Stanovil koncepci tohoto významného plzeňského muzea, které sleduje vývoj města i venkova a v roce 1920 začal sestavovat studijní knihovnu, sbírku fotonegativů, dokumenty o plzeňských rodinách a vybudoval místopisný archiv. Odbornou muzejní práci doplňoval vlastní publikační činností z oboru kulturní historie, národopisu a numismatiky. Z terénních výzkumů a archivního bádání uveřejnil část svých studií v Ročenkách Národopisného muzea Plzeňska.
Pro veřejnost organizoval odborné přednášky a vlastivědné procházky, také uspořádal mnoho výstav nejen v Plzni. Ve 30. letech spolupracoval na obou svazcích Národopisného sborníku Plzeňsko.
V období 2. světové války byl předčasně penzionován a byl mu zakázán přístup do muzea. Po skončení války do muzea opět nastoupil.
Po změně politického zřízení v roce 1948 došlo ke sloučení dosavadních tří plzeňských muzeí – umělecko-průmyslového, národopisného a přírodovědného. Stávající koncepce neodpovídala novému světovému názoru a tak musel Ladislav Lábek několikrát svou koncepci obhajovat. V roce 1963 byl jako nepohodlná osoba z rozhodnutí nadřízených orgánů odeslán do důchodu. Přesto pokračoval ve svém kulturním, historickém a národopisném bádání až do své smrti.
Ladislav Lábek za svého života napsal na 300 odborných a populárních článků, uspořádal na 60 výstav nejen v Plzni a v republice, ale i v zahraničí. V muzejní praxi a koncepci národopisu přesáhl rámec regionu. Vybudoval jedno z nejbohatších národopisných muzeí v republice. Osobnost a dílo Ladislava Lábka dostoupilo na vrchol evropského národopisného muzejnictví.[zdroj⁠?!]

## Nástin praktické museologie pro krajinská musea vlastivědná
Ladislav Lábek ve své práci navrhuje, jak si počínat při zpracovávání a ochraně sbírek, jaký nábytek a metody volit pro muzejní instalaci a pro ukládání v depozitářích, jak vybudovat a vést co nejúčelněji muzeum a jak prosazovat činnost muzea směrem k veřejnosti. Muzea mají mít část výstavní, prezentační a část úložnou, depozitáře.
Návrh rozčlenění sbírky muzea:
- příroda
- praehistorie
- historie kraje
- kultura
- zaměstnání kraje a jejího obyvatelstva

## Dílo
- Nástin praktické museologie pro krajinská musea vlastivědná. Praha, Národopisná společnost československá, 1927, rozsah 71 stran.
- Potulky po Plzni staré i nové I.-V., 1931, Společnost pro národopis a ochranu památek v Plzni